# Sydamerikanska mästerskapet i basket 1949
Sydamerikanska mästerskapet i basket 1949 spelades i Asunción, Paraguay och vanns av Uruguay.  6 lag deltog.

## Slutställning
1. Uruguay
2. Brasilien
3. Chile
4. Peru
5. Argentina
6. Paraguay

## Resultat
Alla lag möttes en gång. Om två lag hamnade på samma placering avgjorde inbördes möten.
| Placering | Lag       | Poäng | Vinst | Förlust | Gjorda poäng | Insläppta poäng | Poängskillnad |
| --------- | --------- | ----- | ----- | ------- | ------------ | --------------- | ------------- |
| 1         | Uruguay   | 10    | 5     | 0       | 161          | 134             | +27           |
| 2         | Brasilien | 8     | 3     | 2       | 188          | 178             | +10           |
| 3         | Chile     | 8     | 3     | 2       | 179          | 174             | +5            |
| 4         | Peru      | 7     | 2     | 3       | 178          | 162             | +16           |
| 5         | Argentina | 7     | 2     | 3       | 188          | 187             | +1            |
| 6         | Paraguay  | 5     | 0     | 5       | 134          | 193             | -59           |

| Uruguay   | 34 - 26 | Brasilien |
| Uruguay   | 35 - 34 | Chile     |
| Uruguay   | 32 - 21 | Peru      |
| Uruguay   | 35 - 34 | Argentina |
| Uruguay   | 25 - 19 | Paraguay  |
| Brasilien | 40 - 31 | Chile     |
| Brasilien | 32 - 30 | Peru      |
| Brasilien | 40 - 48 | Argentina |
| Brasilien | 50 - 35 | Paraguay  |
| Chile     | 41 - 35 | Peru      |
| Chile     | 47 - 40 | Argentina |
| Chile     | 26 - 24 | Paraguay  |
| Peru      | 37 - 29 | Argentina |
| Peru      | 55 - 28 | Paraguay  |
| Argentina | 37 - 28 | Paraguay  |